# Мар'янівка (Каховський район)
Мар'я́нівка (Маріанівка, № 40) — село в Україні, у Тавричанській сільській громаді Каховського району Херсонської області. Населення становить 582 особи.

## Історія
Лютеранське село, засноване в 1878 році на захід від с. Ново-Троїцьке. Лютеранський прихід Ейгенфельд. Таврійська губернія, Дніпровський повіт, Громівська волость; у радянський період — Запорізька/Дніпропетровська область, Новотроїцький район (нині — Херсонська область, Каховський район). Землі 1000 дес. Сільрада (1925). Меш.: 64 (1911), 65 (1919), 87 (1925).
7 (20) листопада 1917 року, відповідно до Третього Універсалу Української Центральної Ради, увійшло до складу Української Народної Республіки.
У селі знаходиться стадіон «Мар'янівський», де футбольний клуб «Таврія» (Сімферополь) тимчасово проводить свої домашні матчі чемпіонату та кубку України.
24 лютого 2022 року село тимчасово окуповане російськими військами під час російсько-української війни.